# プロデイノテリウム
プロデイノテリウム（学名：Prodeinotherium ) は、ゾウ目デイノテリウム科の絶滅した属である。学名は、「恐ろしい獣」を意味するデイノテリウム属(Deinotherium)よりも古い時代に生息していたため、「前」を意味するプロ(Pro)を付与してプロデイノテリウムと名付けられた。

## 形態

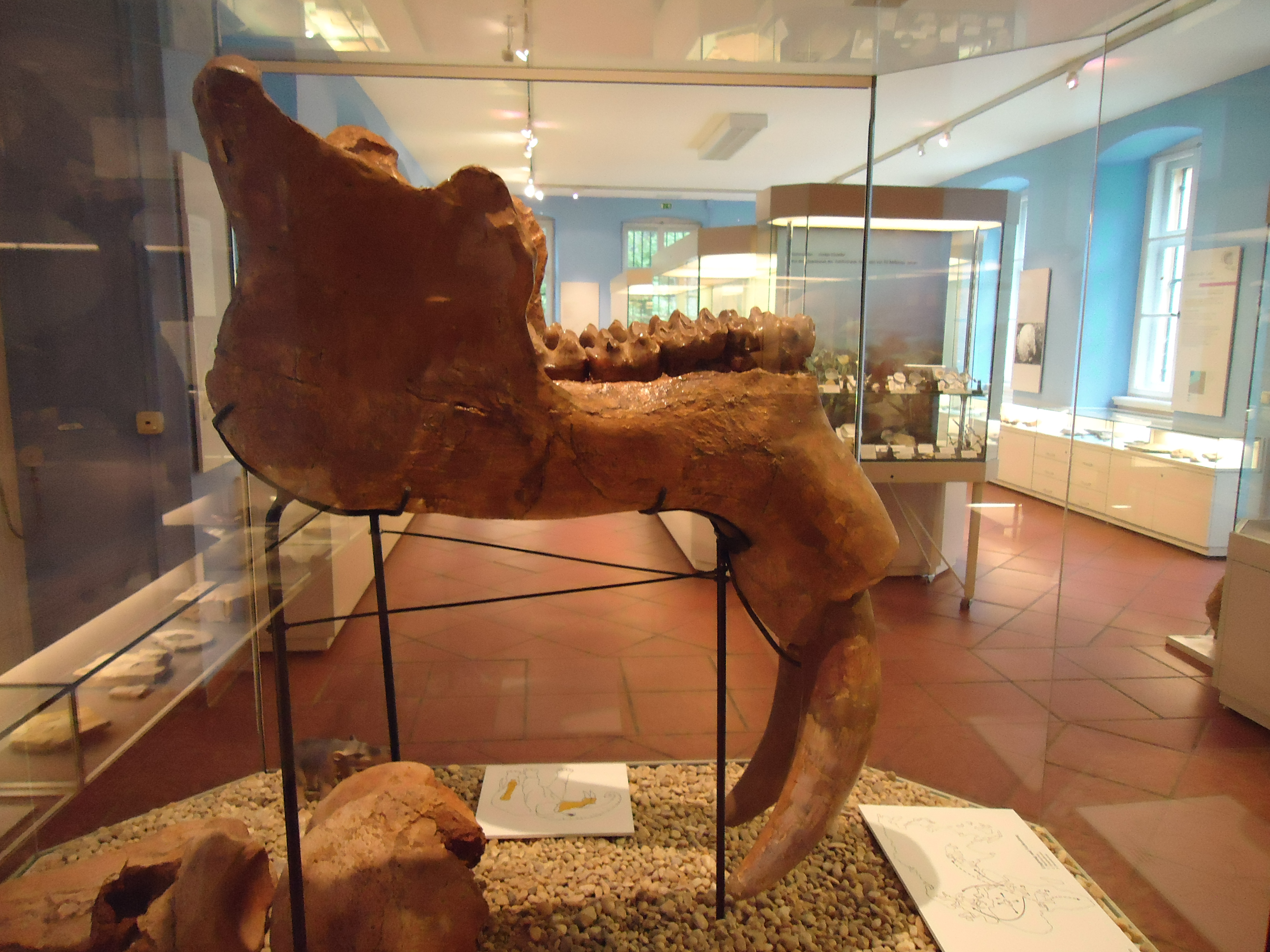
P. bavaricumの下顎骨
レーゲンスブルクの自然史博物館

プロデイノテリウムが特徴的なのは、デイノテリウム同様に巨大で下後方に湾曲した下切歯である。なお、上切歯(ゾウの牙)及び上犬歯は持たない 。
長鼻目の中でも大型のデイノテリウムと異なり、サイズが小さいのが特徴。プロデイノテリウムの肩の高さは最大でも約3メートルほどで、現在のアジアゾウと同じくらいの大きさであった。
最古の種であるP. hobleyi は最大で高さ2.7メートル、体重4.0トンと推定されている。より派生したP. bavaricum でも同様のサイズであり、成体の可能性のあるメスの標本で、身長2.47メートル、体重3.1トン。オスの標本では、身長は2.78メートル、重量は約4.3トンと推定されている。

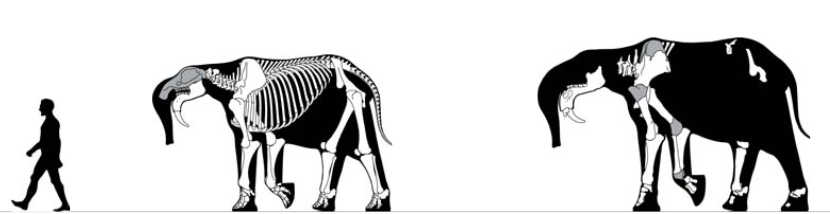
P. bavaricumの復元骨格 メス (左)、オス (右)

### デイノテリウムとの違い
デイノテリウムとは以下の点で異なる。
- 身体の大きさ

プロデイノテリウムは、デイノテリウムよりも小型である。
- 頭蓋骨

プロデイノテリウムの口吻は下顎骨に沿って下方に湾曲しており、天盤もデイノテリウムよりも長く幅広い。
デイノテリウムの後頭部は丸く、後頭顆(後頭部にある頸椎と関節する骨)の位置が高い。
また下顎の基部がプロデイノテリウムは平らなのに対し、デイノテリウムには窪みがある。
- 歯

プロデイノテリウムの臼歯は小さく、前臼歯(P3)の形状が異なる。
- ポストクラニアル (体骨格)

プロデイノテリウムの肩甲骨には肩甲棘や肩峰等の骨があるが、デイノテリウムには重力に対抗するためそれらがなくなり、足根骨や手根骨が強化されている。
デイノテリウムは親指中指骨(MC1・MT1)が退化し四本指である。
また、プロデイノテリウムの前肢はデイノテリウムよりも短い。

## 分布・生息域

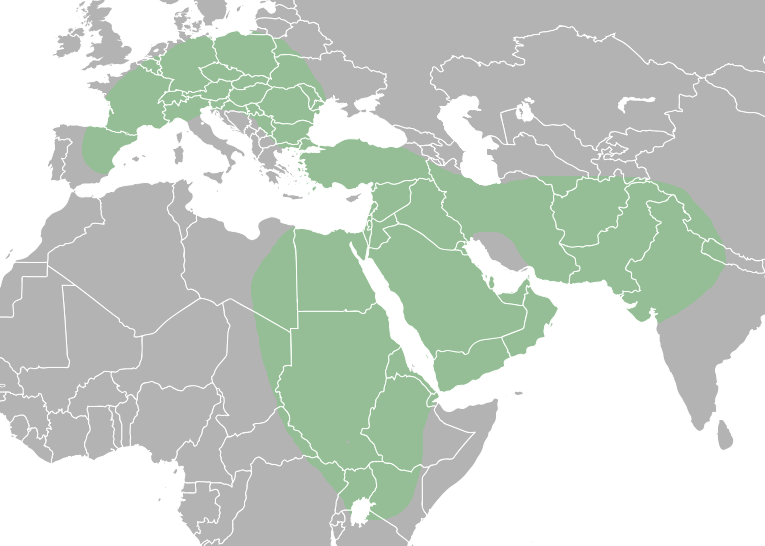
プロデイノテリウムの生息地域

プロデイノテリウムは 中新世の前期(1,950万年前)から中期(1,500万年前)にかけて生息していた。アフリカから南アジア、ヨーロッパへと時代と共にその生息域を広げている。

### 進化と発展
プロデイノテリウム属はアフリカにおいて、チルガテリウム属、または2つの属の共通の祖先から進化したと考えられている。プロデイノテリウムの最古の化石はケニアから出土しており、1950万年前から1750万年前とされる。同様に、ウガンダからも1700万年前の化石が発見されている(いずれも以前の研究では、放射年代測定で 2250万年前から1950万年前と推定されていたが見直されている)。
アフリカで進化した後、バーディガリアン中期 (1900万年前頃) の「ゴンフォテリウム陸橋 (アフリカ大陸とユーラシア大陸の連結)」の形成とともにアジアに移動し、その後ヨーロッパに移動した。その後、アフリカ、南アジア、ヨーロッパの各地で生息していたプロデイノテリウムは、大型種であるデイノテリウムと交代していく。アジアでは Deinotherium indicum に、ヨーロッパでは D. giganteum に、アフリカでは D. bozasi に置き換えられた。アラビア半島で1550万年前のプロデイノテリウムの化石が発見されており、その時代までは生存していたと思われる。

## 分類

### 下位分類
プロデイノテリウム属は 2002年に P. bavaricum、P. pentapotamiae、P. hobleyi の3種に整理された。しかしその後も以下に記載するように新種の発見や再分割の見解が出るなど定まっていない。
代表的な種は以下の通り。
- † P. bavaricum (Meyer, 1831)  (P. バヴァリクム)(模式種)

発見場所はドイツのバイエルン州（ラテン語で Bavaria：バヴァリア）で、学名もそれに由来する。
ヨーロッパに生息。
- † P. pentapotamiae (Falconer, 1868) (P. ペンタポタミアエ)

南アジア(インド、パキスタン、ネパールなど)に生息。
デイノテリウム属( D. indicum )からプロデイノテリウム属へと変わった経緯があるが、最近、デイノテリウム属への再割り当てが提唱されている。
- † P. hobleyi (Andrews, 1911) (P. ホブリー)

1911年に C.W.Hobley によりケニアのニャンザ州で発見された。
学名は発見者名に由来する。
アフリカに生息。
- † P. orlovii  Sahni & Tripathi, 1957 (P. オルロヴィ)

インドのダラムシャーラーで発見された。
プロデイノテリウム属を P. バヴァリクム・P. ペンタポタミアエ・P. ホブリーの 3種のみに統合する案では、本種は P. ペンタポタミアエのシノニムとされていたが、本種は独立した種で 4種と考えられている。
- † P. cuvieri  (Kaup, 1832) (P. キュビエリ)

ヨーロッパ(ブルガリアなど)で発見された、中新世初期のバーディガリアン期に生息していたとされる小型種。
P. バヴァリクムのシノニムと考えられているが、欧州のプロデイノテリウム属をバヴァリクムと本種に分けて、プロデイノテリウム属を全4種とする説もある。
- † P. sinense  Qiu et al., 2007 (P. シネンセ)

中国の甘粛省で下顎骨が発掘され、2007年に新種と発表された。
後期中新世の地層から発見されている。
下顎切歯(牙)が直線的に伸びる点や臼歯の形状(四角い)など従来の種とは異なる特徴を持つ。
プロデイノテリウムが従来想定された生息地域や年代を大きく超えてアジアに広がっていた証拠であるが、デイノテリウム属もしくはその中間形態であるとの指摘もある

### 議論

#### 属の診断
プロデイノテリウム属は、ハンガリーで発見された化石をもとに J.Ehik が 1930 年にプロデイノテリウム ハンガリクム( Prodeinotherium hungaricum ) の新種記載をしたことで制定された。その後すぐに、P. ハンガリクムが デイノテリウム属に再割り当てされたことにより消滅する。しかし、1970年代に2つの属は再び分離され、2001年には再びデイノテリウム属に戻すことが提唱されるなど、デイノテリウム属とプロデイノテリウム属との分離の根拠の整理には今後の研究が待たれる。

#### 種の診断
P. ハンガリクムは P. バヴァリクムのシノニムとされるなど、デイノテリウム科として発見された様々な種は統廃合が進んでいる。そんな中、ヨーロッパ、アフリカ、アジアにそれぞれ生息している P. バヴァリクム、P. ホブリー、P. ペンタポタミアエ の3種は別種とする説が有力である。地勢的な情報以外でこれらの種を分ける根拠としては歯の形状が挙げられるが、診断的特徴としては議論を呼んでおり、同一種のシノニムとする説もある。さらに上述のように P. オルロヴィをアジアの別種とする説、P. キュビエリをヨーロッパの別種とする説もある。P. シネンセのように、より離れた地域で新種が発見されており、デイノテリウムとの違いの判断も難しくなっている。

#### シノニム
プロデイノテリウム主要3種のシノニムとされている種を以下に列挙する。
- † P. バヴァリクム ( P. bavaricum )
  - Deinotherium bavaricum (Meyer, 1831)
  - Dinotherium cuvieri (Kaup, 1832)
  - Dinotherium bavaricum (Meyer, 1833)
  - Deinotherium secundarium (vartet, 1836)
  - Prodeinotherium hungaricum (Ehik, 1930)
  - Prodeinotherium petenyii (Vörös, 1989)

- † P. ペンタポタミアエ ( P. pentapotamiae )
  - Dinotherium pentapotamiae (Falconer, 1868)
  - Deinotherium orlovii (Sahni & Tripathi, 1957)
  - Prodeinotherium orlovii (Sahni & Tripathi, 1957)

- † P. ホブリー ( P. hobleyi )
  - Dinotherium hobleyi (Andrews, 1911)

## 生態
デイノテリウム科の種はブラウザー(地面より上の植物を食べる生物：葉食動物)である。化石の分布に基づくと、プロデイノテリウムは海岸沿いの閉ざされた森林でのみ生息していた。小型で前肢が短いため走行性に劣り、餌である植物の群生地から離れられなかったためだと考えられる。
ヨーロッパでは、同じ長鼻目のゴンフォテリウムの化石がプロデイノテリウムの化石と一緒に発見されており、これらの属が異なる植物を食べていた可能性が高いことを示している。